# ديناصور العظم البارد
ديناصور العظم البارد ديناصور ضخم يسير على قدمين وعلى رأسه عرف غريب يشبه المشط الكبير، وقد تم اكتشاف بقاياه المتحجرة في القارة الجنوبية القطبية عام 2003، وقد أطلق عليه هذا الاسم لان بقاياه المتحجرة اكتشفت في إحدى اشد مناطق العالم بروده.يبلغ طول هذا الديناصور نحو 8 أمتار، ويمتد العرف الغريب إلى ما حول عينيه، ويرتفع بشكل عمودي على الرأس، وينتشر على شكل مروحه.

## أُنظر أيضاً
- القارة القطبية الجنوبية
- تيتانوصور
- سبينوصور